# جين فروتشن
جين فروتشن (بالإنجليزية: Jan Fortune)‏ (1892، ويلينغتون في الولايات المتحدة - 2 أكتوبر 1979، لوس أنجلوس في الولايات المتحدة)؛ كاتبة سيناريو، صحفية وروائية أمريكية.

## روابط خارجية
- جين فروتشن على موقع IMDb (الإنجليزية)
- جين فروتشن على موقع قاعدة بيانات الفيلم (الإنجليزية)